# 米爾斯普雷里 (伊利諾伊州)
米爾斯普雷里（英語：Mills Prairie）是位於美國伊利諾伊州愛德華茲縣的一個鬼鎮。由於此地已於19世紀被荒廢，本地已無人居住。

## 地理
米爾斯普雷里的座標為38°30′15″N 87°58′15″W / 38.50417°N 87.97083°W，而該地的平均海拔高度為130米（即427英尺）。